# Paranthea armata
Paranthea armata is een zeeanemonensoort uit de familie Aiptasiidae. De anemoon komt uit het geslacht Paranthea. Paranthea armata werd in 1868 voor het eerst wetenschappelijk beschreven door Verrill. 